# Tęcza Leszno
Le Duda PWSZ Leszno, ou Tecza Leszno, est un club polonais féminin de basket-ball appartenant à la PLKK, soit le plus haut niveau du championnat polonais. Le club est basé dans la ville de Leszno

## Entraîneurs successifs
- Depuis ? : Krzysztof Zajc